# Bonaspeia stilleri
Bonaspeia stilleri är en insektsart som beskrevs av Davies 1987. Bonaspeia stilleri ingår i släktet Bonaspeia och familjen dvärgstritar. Inga underarter finns listade i Catalogue of Life.